# Renato Vrbičić
Renato Vrbičić (* 21. November 1970 in Šibenik; † 12. Juni 2018 ebenda) war ein kroatischer Wasserballspieler. Er gewann mit der kroatischen Nationalmannschaft eine olympische Silbermedaille.

## Sportliche Karriere
Renato Vrbičić begann seine Karriere bei VK Šibenik, er wechselte mehrfach in Kroatien zwischen seinem Heimatverein, VK Jadran Split und HAVK Mladost Zagreb. Mit Zagreb war er dreimal kroatischer Meister. Von 2002 bis 2004 war Renato Vrbičić in Italien bei Catania und Civitavecchia, 2005 beendete er seine Laufbahn bei VK Šibenik.
Der Center spielte 1994 mit der Nationalmannschaft bei der Weltmeisterschaft in Rom. Die Kroaten unterlagen im Halbfinale den Italienern mit 5:8. Das Spiel um die Bronzemedaille gegen die russische Mannschaft verloren die Kroaten mit 13:14 nach der zweiten Verlängerung. Im Jahr darauf bei der Europameisterschaft 1995 in Wien belegten die Kroaten nach Niederlagen gegen Ungarn im Halbfinale und gegen die deutsche Mannschaft im Spiel um den dritten Platz ebenfalls den vierten Platz. 1996 bei den Olympischen Spielen 1996 in Atlanta erreichten die Kroaten in ihrer Vorrundengruppe den dritten Platz. Im Viertelfinale trafen die Kroaten auf die jugoslawische Mannschaft, eigentlich die Mannschaft von Serbien und Montenegro. Nach ihrem 8:6-Sieg bezwangen die Kroaten im Halbfinale die Italiener mit 7:6. Im Finale gewannen dann die Spanier mit 7:5.  Vrbičić erzielte zehn Turniertore, davon eins im Finale. 1998 belegte die kroatische Mannschaft den neunten Platz bei der Weltmeisterschaft in Perth.
Renato Vrbičić, der seit 2015 Cheftrainer von VK Šibenik war, starb im Alter von 47 Jahren an einem Herzinfarkt.